# 서브타이틀 에디트
서브타이틀 에디트(Subtitle Edit, SE)는 영상을 위한 자막을 제작, 편집, 수정, 동기화하기 위해 사용하는 자유-오픈 소스 자막 편집기이다. 기존 자막의 목록, 파장 시각화를 위한 파형, 윈도우 미디어 플레이어 11을 닮은 플레이어를 포함한 사용하기 매우 쉬운 인터페이스를 갖추고 있다. 영상 재생을 위해 VLC 미디어 플레이어나 다이렉트쇼를 사용한다.
SE는 200개 이상의 자막 포맷을 지원한다. 가장 대중적인 포맷들 가운데 서브립, 타임드 텍스트, 서브스테이션 알파, 마이크로DVD, SAMI, D-시네마, BdSub가 있다.
SE는 29개 언어로 이용이 가능하며 자막 편집기에서 볼 수 있는 대부분의 기능을 포함한다.
SE는 덴마크 출신의 소프트웨어 개발자 Nikolaj Lynge Olsson에 의해 개발 및 유지보수되고 있다. 깃허브를 통해 호스팅된다.

## 개발
2001년, Nikolaj Lynge Olsson은 2009년 4월까지 델파이로 서브타이틀 에디트의 개발을 시작하였다. 2009년 3월 6일, 2.0 베타 1 버전(빌드 42401)이 출시되었다. 이것은 C#로 재작성되었다.
시간이 지남에 따라 더 많은 개발자들이 SE의 개발에 기여하고 있으며 지금도 활발히 진행 중이다.
2011년 5월 17일, 개발자는 GNU/리눅스용 SE 3.2의 테스트 버전을 발표하였다. 윈도우용으로 개발된 동일한 소스 코드를 사용하여 모노 프로젝트를 사용, GNU/리눅스에 구현한다.
2011년 10월 17일, 개발자는 GNU/리눅스의 안정판을 이용 가능하다고 발표하였다. 개발자 스스로 우분투에서 잘 동작한다고 언급하였다.

## 참고 문헌
- “Subtitle Edit on videohelp.com”. videohelp.com. 2011년 10월 4일에 확인함.
- Niamh Lynch (2010). “An excellent app to edit subtitles”. softonic.com. 2011년 10월 4일에 확인함.